# 阿格達什
阿格達什是阿塞拜疆的城鎮，也是阿格達什區的首府，位於該國中部，海拔高度40米，該鎮在1999年6月4日發生的地震中遭到嚴重破壞，2010年人口25,345。

## 外部連結
- Agdash Town News site
- Unofficial Site （页面存档备份，存于）